# Zofin
Zofin – osiedle w Bydgoszczy leżące w Dzielnicy Wschodniej, stanowiące część tzw. Nowego Fordonu. Sąsiaduje z osiedlami: Tatrzańskim, Niepodległości i Mariampol.
Granice osiedla stanowią od wschodu - ul. Wyzwolenia i Pelplińska, od południa - ul. Salezjańska i linia będąca jej przedłużeniem w kierunku zachodnim, od zachodu - ul. Tatrzańska i linia będąca jej przedłużeniem w kierunku południowym, od północy - linia równoległa do ul. Sudeckiej leżąca około 200 metrów na południe od niej.
Osiedle w większości stanowią bloki wielorodzinne.

## Historia
Niewielką gospodarską wieś Zofin (niem. Sophienthal) na początku XX wieku zamieszkiwało niecałe 90 osób. Zajmowała obszar 46 ha. Do Bydgoszczy została przyłączona między 1973 a 1977 r.
W 2018 nieopodal dawnej pętli autobusowej Mariampol, między ul. Wyzwolenia a stadniną koni i w pobliżu przystanku tramwajowego Łoskoń powstała trasa spacerowa o długości 1 km, przypominająca historię czterech dawnych wsi, które istniały przed przyłączeniem tych terenów do Bydgoszczy: Mariampola, Zofina, Pałcza i Łoskonia. Atrakcja powstała w ramach Bydgoskiego Budżetu Obywatelskiego.

## Ważniejsze obiekty
- oświatowe
  - Szkoła Podstawowa nr 67 przy ul. Kromera

## Komunikacja
Przez Zofin przejeżdżają następujące linie komunikacji miejskiej:
Autobusowe dzienne:
- 69 Błonie – Tatrzańskie (przez Centrum Onkologii)
- 74 Wyścigowa – Tatrzańskie
- 81 Tatrzańskie – IKEA – (Tor Regatowy,Przemysłowa,Centrum Onkologii)
- 82 Tatrzańskie – Zamczysko (Sezonowo do Lasu Gdańskiego P+R
- 83 Tatrzańskie – Czyżkówko
- 89 Błonie – Tatrzańskie (przez ul. Kaliskiego)

Autobusowe nocne:
- 32N Dworzec Błonie – Tatrzańskie – (Łoskoń)
- 33N Piaski – Tatrzańskie - (Łoskoń/Zajezdnia)

Przez część zachodniej granicy osiedla biegnie droga wojewódzka nr 256.